# Gerard Kleisterlee
Gerard Johannes Kleisterlee (* 28. September 1946 in Ludwigsburg) ist ein deutsch-niederländischer Manager und war Vorsitzender der Vodafone Group.

## Leben
Gerard Kleisterlee wurde als Sohn einer deutschen Mutter und eines niederländischen Vaters in Ludwigsburg bei Stuttgart geboren. Aufgewachsen ist Kleisterlee in den Niederlanden. Seine Ausbildung zum Elektrotechniker absolvierte er an der Eindhoven University of Technology. Er arbeitete – wie sein Vater – für Philips. Er erhielt seinen MBA an der Wharton School der University of Pennsylvania.
Von 1981 bis 1986 war er General Manager der Philips Professional Audio Product Gruppe. 1986 wechselte Kleisterlee zu Philips Components. 1994 wurde er als Direktor der Philips Display Components für das weltweite Geschäft zuständig. 1996 wurde er Chef von Philips Taiwan und Regional Manager von Philips Components für den asiatischen Raum. In der Zeit von September 1997 bis Juni 1998 war er auch für sämtliche Aktivitäten von Philips in China zuständig. Von 2001 bis 2011 war Kleisterlee Präsident und CEO von Philips, bevor er am 1. April 2011 seine Tätigkeit an seinen Nachfolger Frans van Houten übergab.
Am 26. Juli 2011 wurde er Vorsitzender der Vodafone Group. Im Mai 2020 übernahm Jean-François van Boxmeer das Amt.
Kleisterlee war von 2015 bis 2023 Mitglied im Aufsichtsrat von ASML.

### Persönliche Leben
Kleisterlee ist verheiratet und hat drei erwachsene Kinder.

## Auszeichnungen
Im Jahr 2006 wurde Kleisterlee vom Fortune Magazine zum "Europe Businessman of the Year" ernannt.